# Anita Görbicz
Anita Görbicz (n. 13 mai 1983, Veszprém, Veszprém, Ungaria) este o fostă handbalistă din Ungaria care a jucat pentru Győri Audi ETO KC și echipa națională a Ungariei. Ea este recunoscută drept una dintre cele mai bune handbaliste ale tuturor timpurilor, fiind și votată cea mai bună jucătoare a lumii în 2005 de către Federația Internațională de Handbal. Fanii i-au acordat porecla „Regina handbalului”.

## Carieră

### Club
Anita Görbicz și-a început cariera la clubul maghiar Győri Audi ETO KC, în 1993, la vârsta de 10 ani. Între timp a devenit o jucătoare cheie a echipei, iar absența ei este considerată un dezavantaj. Împreună cu Győr, Görbicz a câștigat de câteva ori Campionatul și Cupa Ungariei. La nivel european ea a ajuns în finalele Cupei Cupelor EHF și Cupei EHF.
Győri ETO s-a calificat pentru prima dată în runda finală a Ligii Campionilor EHF în 2009. Din cauza unei accidentări la genunchi suferită cu câteva zile înaintea meciurilor, Görbicz a ratat finala în care Győr a pierdut din nou în fața campioanei daneze Viborg HK. În ciuda acestui fapt, ea s-a clasat a doua în topul celor mai bune marcatoare ale competiției.
În 2013, ea a câștigat Liga Campionilor EHF alături de Győr, după ce cu un an înainte pierduse trofeul în fața muntenegrencelor de la ŽRK Budućnost Podgorica.

### Internațional
Görbicz a participat la Campionatul Mondial din 2003, unde Ungaria a pierdut finala împotriva Franței. De asemenea, ea a câștigat o medalie de bronz la Campionatul European din 2004. În 2005, împreună cu echipa Ungariei, Görbicz a câștigat bronzul la Campionatul Mondial din 2005 desfășurat în Rusia.
Anita Görbicz și-a văzut în câteva rânduri răsplătite oficial performanțele cu echipa națională. Ea a fost componentă de trei ori a All-Star Team la Campionatele Mondiale: în 2003, 2005 și 2007. Ea s-a aflat printre cele mai bune marcatoare ale competiției în 2005 (clasată a treia) și 2007 (clasată a doua).
Anita Görbicz a făcut parte din echipa Ungariei la Jocurile Olimpice de vară din 2004, de la Atena, și din cea care a participat la Jocurile Olimpice de vară din 2008, de la Beijing. În 2004, echipa maghiară s-a clasat a cincea, după ce a pierdut meciul împotriva Franței din sferturile de finală și a învins Brazilia și Spania în partidele de departajare. La Olimpiada din 2008, Ungaria s-a plasat a patra, după ce a învins România în sferturile de finală și s-a calificat în semifinale, fiind învinsă de Rusia, apoi de Coreea de Sud în finala mică. Görbicz a înscris 49 de goluri la Olimpiada din 2008, fiind depășită doar de Ramona Maier.

## Palmares
- Nemzeti Bajnokság I:
  - Câștigătoare: 2005, 2006, 2008, 2009, 2010, 2011, 2012, 2013, 2014, 2016, 2017, 2018, 2019
  - Medalie de argint: 2000, 2004, 2007, 2015
  - Medalie de bronz: 1999, 2001, 2002, 2003

- Cupa Ungariei:
  -  Câștigătoare: 2005, 2006, 2007, 2008, 2009, 2010, 2011, 2012, 2013, 2014, 2015, 2016, 2018, 2019
  - Finalistă: 2000, 2002, 2004, 2017

- Liga Campionilor EHF:
  -  Câștigătoare: 2013, 2014, 2017, 2018, 2019
  - Finalistă: 2009, 2012, 2016
  - Semifinalistă: 2007, 2008, 2010, 2011

- Cupa Cupelor EHF:
  - Finalistă: 2006
  - Semifinalistă: 2003

- Cupa EHF:
  - Finalistă: 2002, 2004, 2005

- Campionatul Mondial pentru Tineret:
  -  Medalie de argint: 2001

- Campionatul Mondial:
  -  Medalie de argint: 2003
  -  Medalie de bronz: 2005

- Campionatul European:
  -  Medalie de bronz: 2004, 2012

## Premii
- Cel mai bun jucător al anului-IHF: 2005
- Cel mai bun handbalist maghiar al anului: 2005, 2006, 2007, 2013, 2014, 2017
- Cel mai bun marcator din Nemzeti Bajnokság I: 2008
- Coordonatorul All-Star Team la Campionatul Mondial: 2003, 2005, 2007, 2013
- Premiul Prima: 2009
- Cel mai bun marcator al Ligii Campionilor EHF: 2012[10][11]